# Frontenay-Rohan-Rohan
Frontenay-Rohan-Rohan is een gemeente in het Franse departement Deux-Sèvres (regio Nouvelle-Aquitaine) en telt 2653 inwoners (1999). De plaats maakt deel uit van het arrondissement Niort.

## Geografie
De oppervlakte van Frontenay-Rohan-Rohan bedraagt 33,8 km², de bevolkingsdichtheid is 78,5 inwoners per km².

## Verkeer en vervoer
In de gemeente ligt spoorwegstation Épannes.
De onderstaande kaart toont de ligging van Frontenay-Rohan-Rohan met de belangrijkste infrastructuur en aangrenzende gemeenten.

## Demografie
Onderstaande figuur toont het verloop van het inwonertal (bron: INSEE-tellingen).